# Jakovlev
Jakovlev (Russisch: Яковлев, Engelse transliteratie: Yakovlev) is een Russisch vliegtuigontwerper en bouwer met ontwerpprefix Jak (Engels: Yak). Het werd gevormd in 1934 onder ontwerper Aleksandr Jakovlev als OKB-115 (het ontwerpbureau had een eigen productiefaciliteit in Nr. 115), maar de verjaardag staat op 12 mei 1927, de dag van de eerste vlucht van de AIR-1 ontwikkeld binnen het Departement van Lichte Vliegtuigen onder supervisie van Aleksandr Jakovlev.
Tijdens de Tweede Wereldoorlog ontwierp Jakovlev jachtvliegtuigen.
Het werd samengevoegd tot Luchtvaartmaatschappij Jak met de Luchtvaartfabriek van Smolensk in maart 1992, hoewel de twee bedrijven wel apart bleven opereren. Later onderging het privatisatie en werd hernoemd tot Luchtvaartmaatschappij Jak. In 2006 heeft de Russische regering het bedrijf gefuseerd met Mikojan, Iljoesjin, Irkoet, Soechoj en Toepolev als nieuw bedrijf onder de naam United Aircraft Building Corporation.

## Jak-vliegtuigen
- AVF-10 (1924)
- AVF-20 (1925)
- AIR-1 (1927)
- AIR-2 (1927)
- AIR-3 (1929)
- AIR-4 (1930)
- AIR-5 (1931)

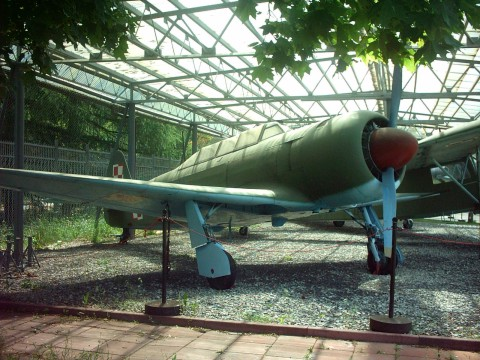
Jak-11 van de Poolse Luchtmacht.

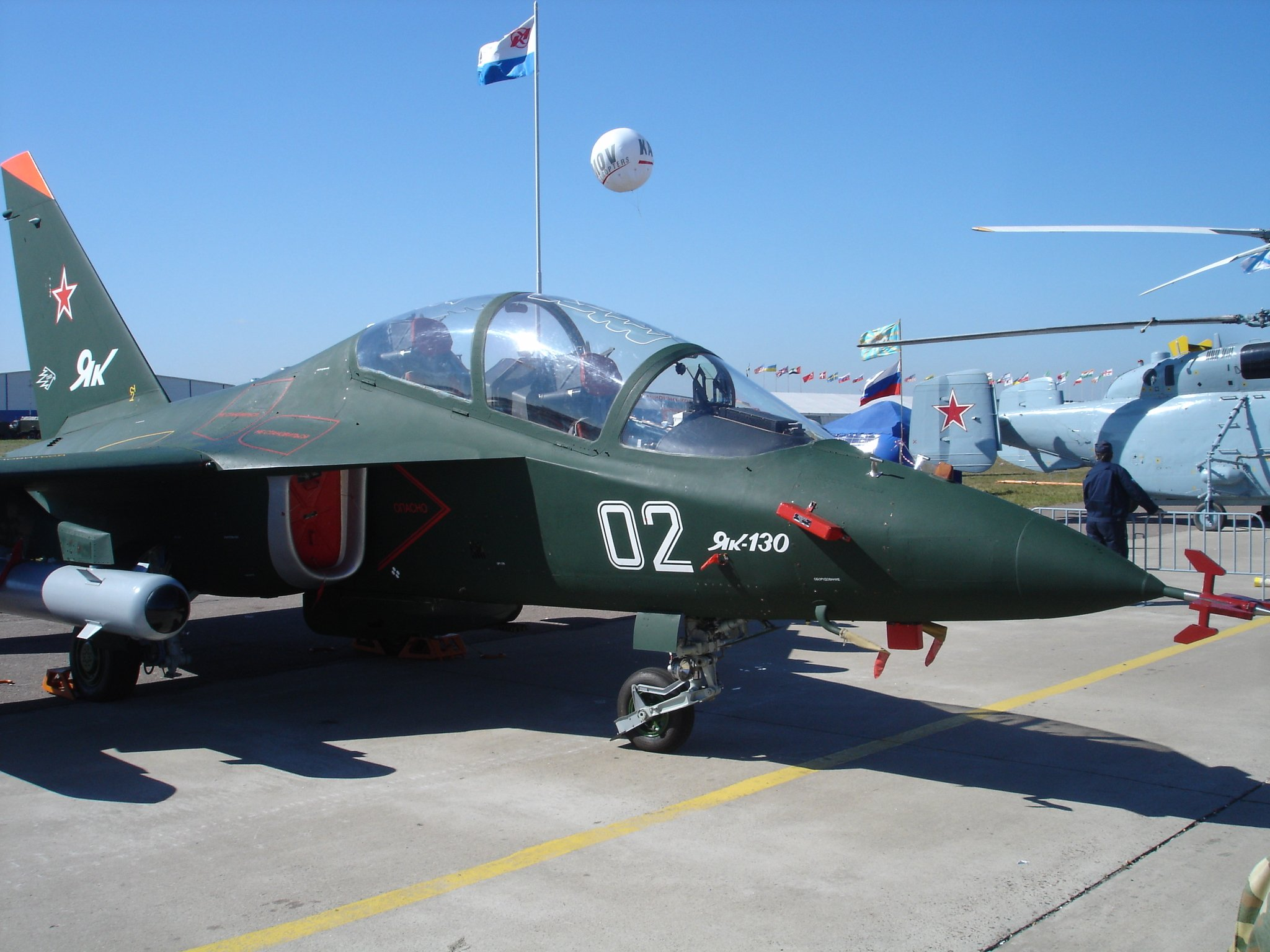
Jak-130-lesvliegtuig

- AIR-6 (Ja-6) (1931 - verbindingen, algemeen gebruik)
- AIR-7 (1932)
- AIR-8 (1934)
- AIR-9 (1935)
- AIR-11 (1936)
- AIR-12 (1937)
- AIR-16 (1937)
- AIR-18 (1937)
- AIR-15 (1938)
- UT-1 (AIR-14) (1936 - 1-zits trainer)
- UT-2 (AIR-10, Jak-20) (1935 - 2-zits trainer)
- UT-3 (AIR-17, Jak-20) (1935)
- Ja-21 (1938)
- Ja-19 (AIR-19) (1939)
- Ja-22 (I-29) (1939)
- Jak-1 (1940 - jachtvliegtuig uit de Tweede Wereldoorlog)
- Jak-2 (1940 - bommenwerper uit de Tweede Wereldoorlog)
- Jak-3 (1943 - jager uit de Tweede Wereldoorlog, verbeterde Jak-1)
- Jak-4 (1940 - bommenwerper uit de Tweede Wereldoorlog, verbeterde Jak-2)
- Jak-5 (1941 - jager uit de Tweede Wereldoorlog, prototype, verbeterde Jak-1)
- Jak-6 (1942 - transport)
- Jak-7 (1942 - 2-zitstrainer uit de Tweede Wereldoorlog & 1-zitsjager, versie van Jak-1)
- Jak-8 (1944 - transport, verbeterde Jak-6)
- Jak-9 (1944 - jager uit de Tweede Wereldoorlog, verbeterde Jak-1)
- Jak-10 (1945 - verbindingen)
- Jak-11 (1948 - trainer)
- Jak-12 (1949 - verbindingen, algemeen gebruik)
- Jak-13 (1945 - verbeterde Jak-10, alleen prototype)
- Jak-15 (1946 - eerste succesvolle Sovjet-straaljager)
- Jak-17 (1947 - jager)
- Jak-18 (1946 - trainer)
- Jak-18T (4-zits aerobatische trainer)
- Jak-19 (1947)
- Jak-21 (1947)
- Jak-23 (1948 - jager)
- Jak-24 (1952 - transporthelikopter)
- Jak-25 (1947, jagerprototype, aanduiding hergebruikt)
- Jak-25 (1952 - onderscheppingsvliegtuig
- Jak-25RV (verkenner)
- Jak-26 (1955 - tactische bommenwerper)
- Jak-27 (1958 - verkenner)
- Jak-28 (1958 - multi-role bommenwerper)
- Jak-28P (1961- onderschepper)
- Jak-28U (trainer)
- Jak-30 (1948 onderschepper prototype)
- Jak-30 (1960 - trainer, aanduiding hergebruikt)
- Jak-32 (1960 - trainer, eenzitsversie van Jak-30)
- Jak-33 (1960)
- Jak-36 (1967 - demonstratie VTOL-jager)
- Jak-38 (1971 - enige praktische V/STOL jager voor vliegdekschepen van de Sovjet-Unie)
- Jak-40 (1966 - commercieel passagiersvliegtuig)
- Jak-41 (1975 - bedoelde productieversie van Jak-141)
- Jak-42 (1977 - commercieel passagiersvliegtuig)
- Jak-43 (1983 - geprojecteerde opgewaardeerde Jak-41)
- Jak-44 (1980 - airborne early warning voor op schepen)
- Jak-46 (1990 - gefaald duwpropellerontwerp)
- Jak-48 (1989 - voorgesteld commercieel passagiersvliegtuig)
- Jak-50 (1949 jagerprototype, aanduiding hergebruikt)
- Jak-50 (1975 - aerobatisch vliegtuig)
- Jak-52 (1974 - aerobatische en militaire trainer)
- Jak-54 (1993 - sport)
- Jak-55 (1982 - aerobatisch)
- Jak-56 (1990)
- Jak-58 (1994)
- Jak-112 (1993 - algemeen gebruik)
- Jak-130 (1992 - trainer)
- Jak-141 (1989 - geclaimd als eerste supersonische VTOL-jager ter wereld)
- Ptsjela (bij) (onbemand verkenningsvliegtuig)

AD-Y · Antonov · Archangelski · Beriev · Grigorovitsj · Iljoesjin · Kamov · Lavotsjkin · Mikojan · Mil · Mjasisjtsjev · Petljakov · Polikarpov · Rostvertol · Soechoj · Toepolev · Vedenejev · Jakovlev · Jermolajev

Conglomeraties van twee of meer van bovenstaande bedrijven: Oboronprom · United Aircraft Building Corporation